# Dieter Lindner
Dieter Lindner (ur. 18 stycznia 1937 w Nebrze, zm. 13 maja 2021 we Freyburgu) – niemiecki lekkoatleta chodziarz startujący w barwach NRD, medalista olimpijski i mistrz Europy.
Specjalizował się w chodzie na 20 kilometrów. Na igrzyskach olimpijskich w 1956 w Melbourne startował w tej konkurencji we Wspólnej Reprezentacji Niemiec, ale nie ukończył chodu wskutek dyskwalifikacji. Tak samo zakończył się jego start w chodzie na 20 km na mistrzostwach Europy w 1958 w Sztokholmie.
Na igrzyskach olimpijskich w 1960 w Rzymie, również w barwach Wspólnej Reprezentacji Niemiec, zajął 4. miejsce w chodzie na 20 kilometrów. Na mistrzostwach Europy w 1962 w Belgradzie był szósty na tym dystansie.
Zdobył srebrny medal w chodzie na 20 kilometrów na igrzyskach olimpijskich w 1964 w Tokio dla Niemiec. Startując w barwach NRD zwyciężył w finale Pucharu Świata w chodzie w 1965 w Pescarze na 20 km. Zdobył złoty medal w tej konkurencji na mistrzostwach Europy w 1966 w Budapeszcie, również w reprezentacji NRD.
Lindner był mistrzem NRD na w chodzie 20 km w 1956, wicemistrzem w 1958-1960, 1962, 1963 i 1966 oraz brązowym medalistą w 1964 i 1965.